# 0426
0426 è il prefisso telefonico del distretto di Adria, appartenente al compartimento di Venezia.
Il distretto comprende la parte orientale della provincia di Rovigo e due comuni della città metropolitana di Venezia, Cavarzere e Cona. Confina con i distretti di Padova (049) e di Venezia (041) a nord, di Comacchio (0533) e di Ferrara (0532) a sud e di Rovigo (0425) a ovest.

## Aree locali e comuni
Il distretto di Adria comprende 12 comuni compresi nelle 2 aree locali di Adria (ex settori di Adria e Cavarzere) e Porto Viro (ex settori di Ariano nel Polesine, Porto Viro e Porto Tolle). I comuni compresi nel distretto sono: Adria, Ariano nel Polesine, Cavarzere (VE), Cona (VE), Corbola, Loreo, Papozze, Pettorazza Grimani, Porto Tolle, Porto Viro, Rosolina e Taglio di Po .